# Edgar Allan Poe
Edgar Allan Poe (rojen Edgar Poe) , ameriški pesnik, pisatelj, urednik in kritik, * 19. januar 1809, Boston, zvezna država Massachusetts, ZDA, † 7. oktober 1849, Baltimore, zvezna država Maryland, ZDA. 
Poe je najbolj znan po svojih mračnih, grozljivih pesmih in zgodbah. Bil je prvi bolje poznan ameriški avtor, ki se je poskušal preživljati le s pisanjem, vendar je zaradi tega trpel finančno pomanjkanje. 

## Življenje
Rodil se je kot Edgar Poe v Bostonu 19. januarja 1809 kot drugi od treh otrok. Starša sta bila igralca. Mati je bila angleška igralka - Elizabeth Arnold Hopkins, oče pa igralec David Poe, Jr. Imel je starejšega brata Williama Henryja Leonarda Poea in mlajšo sestro Rosalie Poe. Edgar Poe naj bi bil poimenovan po liku iz Shakespearjeve drame Kralj Lear. Njegov oče je družino zapustil leta 1810, mati pa je umrla leto kasneje zaradi tuberkuloze. Posinovil ga je  John Allan, uspešen škotski trgovec iz Richmonda v Virginiji, po katerem je dobil še en priimek, kljub temu, da ga Allan ni nikoli uradno posvojil. Šolal se je v Richmondu in v Angliji, potem je obiskoval univerzo v Richmondu, jo po enem letu zapustil in se prijavil v vojsko. Odpuščen je bil po dveh letih. Na vojaški akademiji West Point namenoma ni upošteval ukazov in si s tem pridobil izključitev.
Preselil se je v Baltimore v Maryland k svoji ovdoveli teti in sestrični Virginii. Preživljal se je s pisanjem izmišljenih zgodb. Leta 1835 je postal urednik časopisa Southern Literary Messenger in se leto kasneje - 16. maja 1836 - poročil s šele trinajstletno Virginio. 
Po petnajstih mesecih brezplodnega življenja v New Yorku se je preselil v Filadelfijo. Kmalu potem je objavil svoje najdaljše delo, novelo Pripoved Arthurja Gordona Pyma (The Narrative of Arthur Gordon Pym). Objavil je veliko člankov, zgodb in ocen ter tako krepil svoj sloves kritika. Leta 1840 so v dveh knjigah izšle Groteske in Arabeske (Tales of Grotesque and Arabesque), mejnik v ameriški književnosti. 
Virginii so se v začetku leta 1842 pokazali prvi znaki tuberkuloze. Postajala je invalidna in smrt je bila neizbežna. Poe je bil prizadet in nemočen, zato je začel pretirano piti. Užival je tudi opij. Žalost je prelival v pesmi - motiv umrle lepotice je v njegovem delu zelo pogost, ena takih je Lenore v pesmi Krokar: 
»Prerok« rekel sem, »zla duša! Prerok - ptica, vrag, ki skuša!
Pri Nebesih in pri ljubem Bogu, ki nam je vladar,
reci duši strepetali, če prišla bo v Raj tam dalji,
k devi, ki krilatci dali so ime Lenore ji v dar-
k brhki deklici, ki dali so ime Lenore ji v dar?«
Krokar vpil je: »Prav nikdar!«
Krokar (The Raven) je izšel leta 1845 in s svojo ritmičnostjo na bralce naredil izjemen vtis. Poe je zaslovel. Virginia je leta 1847 umrla v hišici v Bronxu, kjer sta tedaj živela, Poe pa je še bolj zapadel mamilom in pijači. Po ženini smrti je imel stike z več ženskami, tudi s pesnico Sarah Helen Whitman.
3. oktobra 1849 so Poeja našli na baltimorskih ulicah. Imel je alkoholni delirij, zato so ga odpeljali v bolnišnico, kjer je zgodaj zjutraj 7. oktobra umrl. Nikoli ni bil dovolj časa pri zavesti, da bi povedal, kako se je znašel v takem položaju in zakaj je nosil obleke, ki niso bile njegove. Točen vzrok njegove smrti ni znan. Od leta 1949 njegov grob v zgodnjih urah njegovega rojstnega dne obišče skrivnostna črna postava, v Baltimoru znana kot Poe Toaster, ki poleg spomenika nazdravi s konjakom in tam pusti tri vrtnice.

## Delo
Poejeva nenavadna in pogosto mračna dela so močno vplivala na kasnejše pisce žanra grozljivk in domišljijskih zgodb. Njegove zgodbe o detektivu Augustu Dupinu predstavljajo tudi začetek detektivskega žanra. Po njem se je zgledoval tudi Arthur Conan Doyle v svojih zgodbah o Sherlocku Holmesu. 
V eseju Hevreka (Eureka), ki je nastal leta 1848, je Poe napovedoval teorijo o Velikem poku 80 let pred njenim nastankom. Zanimal se je tudi za kriptografijo.
V tujini je Poe užival večji ugled kot doma. V Franciji ga je predstavil Charles Baudelaire, ki je tudi prevedel številna Poejeva dela. Poe je vplival tudi na Dostojevskega, Jorgeja Luisa Borgesa, Franza Kafko, Julesa Verna in številne druge avtorje.  
V slovenščino so njegova dela prevajali predvsem Jože Udovič, Andrej Arko in Bruno Urh (pesmi).
Ameriški pisci skrivnosti (The Mystery Writers of America) so nagradi za odličnost ustvarjanja v tem žanru dali ime Edgarji (Edgars).

### Umetniška načela
Poe je v svojem eseju Pesniško načelo (The Poetic Principle) trdil, da je glavni namen umetnosti estetika - učinek, ki ga napravi na občinstvo. Ta učinek lahko obstaja le kratek čas (čas, ki ga vzame branje lirske pesmi, ogled gledališke igre ali slike, ...), zato dolge pesmi ni. Zavzemal je načelo, da mora biti epska poezija, če želi sploh imeti kakšno vrednost, zgrajena iz manjših drobcev, od katerih je vsak usmerjen k enemu učinku ali čustvu, ki »povzdigne dušo«.
Zavzemal se je za »umetnost zaradi umetnosti same«. Bil je nasprotnik vzgojnih del, saj je menil, da moralna in etična vzgoja ležita izven domene umetnosti. 
Revijalna književnost, kamor so sodile Poejeve kratke zgodbe, je bila tedaj skupaj z revijami, v katerih je izhajala, označena kot preprosta oziroma trivialna, Poe pa je zagovarjal mnenje, da je enakovredna romanu ali epskim pesmim. 

### Dela
Poe je pisal pesmi, zgodbe in eseje. Njegovo najdaljše delo je roman Pripoved Arthurja Gordona Pyma iz Nantucketa (The Narrative of Arthur Gordon Pym of Nantucket). Ohranil se je tudi del njegove igre.
Našteta so opaznejša dela.

#### Pesmi
Vse naštete pesmi so dosegljive na Wikiviru.
- Sen (A Dream) (1827)
- Sen v sanjah  (A Dream Within a Dream) (1827)
- Sanje (1827)
- Tamerlan (Tamerlane) (1827)
- Al Araf (Al Aaraaf) (1829)
- Sam (Alone) (1830)
- Helen (To Helen) (1831)
- Israfel (1831)
- Mesto v morju (The City in the Sea) (1831)
- Črv zavojevalec (The Conqueror Worm) (1837)
- Tišina (Silence) (1840)
- Lenore (1843)
- Dežela sanj (Dreamland) (1844)
- Krokar (The Raven) (1845)
- Ulalume (1847)
- Annabel Lee (1849)
- Zvonovi (The Bells) (1849), po tej književni predlogi je Rahmaninov skomponiral istoimensko kantato (op. 35)

Poe je svoje pesmi izdal v zbirkah Timur Lenk in druge pesmi (Tamerlane and Other Poems, 1827), Pesmi (Poems, 1831) ter Krokar in druge pesmi (The Raven and Other Poems, 1845)

#### Zgodbe
- Spust v Maelstrom (A Descent into the Maelstrom) (1841) (Besedilo)
- Maska rdeče smrti (The Masque of the Red Death) (1842) (Besedilo Arhivirano 2008-08-08 na Wayback Machine.)
- Ovalni portret (The Oval Portrait) (1842]) (Besedilo)
- Jama in nihalo (The Pit and the Pendulum) (1842) (Besedilo)
- Zlati hrošč (The Gold Bug) (1843) (Besedilo)
- Črna mačka (zgodba) (The Black Cat) (1843) (Besedilo Arhivirano 2004-06-11 at Archive.is)
- Pravokotna škatla (The Oblong Box) (1844) (Besedilo Arhivirano 2000-08-18 na Wayback Machine.)
- Prezgodnji pokop (The Premature Burial) (1844) (Besedilo Arhivirano 2008-10-07 na Wayback Machine.)
- Potegavščina z balonom (The Balloon-Hoax) (1844) (Besedilo Arhivirano 2008-05-17 na Wayback Machine.)
- Dejstva v primeru M. Valdemarja (The Facts in the Case of M. Valdemar) (1845) (Besedilo Arhivirano 2000-08-18 na Wayback Machine.)
- Sod amontiliada (The Cask of Amontillado) (1846)  (Besedilo Arhivirano 2004-03-31 na Wayback Machine.)
- Svetilnik (The Light-House) (nedokončano, objavljena posmrtno v letih 1909 in 1942)

Zgodbe so izšle v zbirkah Groteske in arabeske (Tales of Grotesque and Arabesque, 1839) in Zgodbe (Tales, 1845).
Zgodbe o Augustu Dupinu:
- Umori v ulici Morgue (The Murders in the Rue Morgue) (1841) (Besedilo Arhivirano 2008-10-12 na Wayback Machine.)
- Skrivnost Marie Roget (The Mystery of Marie Roget) (1843) (Besedilo Arhivirano 2008-12-03 na Wayback Machine.)
- Ukradeno pismo (The Purloined Letter) (1844)

#### Eseji
- Filozofija kompozicije (The Philosophy of Composition) (1846)
- Razumskost verza (The Rational of Verse)
- Pesniško načelo (The Poetic Principle) (objavljeno posmrtno, 1850)
- Hevreka: esej o stvarnem in duhovnem vesolju (Eureka: An Essay on the Material and Spiritual Universe; 1848 Besedilo)